# Max Holländer
Max Holländer (* 23. März 1876 in Bauerbach Kreis Meiningen; † 10. Dezember 1941 in New York City) war ein Hofapotheker und Besitzer der Schlossmühle (Heidesheim).

## Leben
Max Holländer studierte Pharmazie und war ab 1907 bis 1936 Besitzer der Schützenhofapotheke in der Langgasse in Wiesbaden.
1920 erwarb er für 180.000 Mark die stark verfallene Schlossmühle in Heidesheim. Nach umfangreicher Renovierung des Anwesens, wodurch die lokale Handwerkerschaft mit Aufträgen versorgt wurde, lebte er dort mit seiner zweiten Frau Johanna und dem Hauspersonal. Von einem Chauffeur wurde er täglich in seine Apotheke nach Wiesbaden gefahren. Um sicher und bequem zum Bahnhof in Heidesheim gelangen zu können, soll Holländer auf eigene Kosten die Grabenstraße hergerichtet haben.
Bereits unmittelbar nach der „Machtergreifung“ der NSDAP sollen die Holländers Schikanen ausgesetzt gewesen sein. Im Mai 1933 soll die „Gestapo von Bingen kommend“ in die Schlossmühle eingedrungen sein und Geld erpresst haben. Am 12. Juni 1933 wurde er durch den Bürgermeister Johann Georg Maier verhaftet und in das KZ Osthofen überstellt. Als Grund wurde die „Verächtlichmachung des nationalen Staates“ vorgeschoben. Es wurde auch ein Gerichtsverfahren beim Landgericht Mainz eingeleitet. Max Holländer verbrachte im KZ Osthofen zehn Wochen und erlitt dadurch bleibende gesundheitliche Schäden. Anschließend wurde er in das Gefängnis von Osthofen verlegt, wo auch seine Frau Johanna einsaß. Schließlich konnte er in ein Sanatorium in Bad Nauheim gelangen, wo er unter Polizeiaufsicht stand. Ende September 1933 wurde er vom Landgericht Mainz freigesprochen.
Das Ehepaar wohnte ab dem 1. April 1934 wieder in der Schlossmühle. Es litt jedoch zunehmend durch die Schikanen der Gemeindeverwaltung. Versuche, die Schlossmühle in den folgenden Jahren zu verkaufen, blieben ohne Erfolg.
Am 10. November 1938 während des Novemberpogrom brach die Gestapo zusammen mit Gemeindevertretern vormittags in die Schlossmühle ein. Das Ehepaar Holländer, das auf gepackten Koffern saß, wurde verhaftet und aufs Rathaus gebracht. Durch Drohungen und Gewaltanwendungen u. a. des Bürgermeisters wurde Max Holländer dazu gezwungen, „die Schlossmühle an die Gemeinde Heidesheim zu schenken“. Die schriftliche Vereinbarung wurde um 13.45 Uhr vom Ehepaar Holländer und dem Bürgermeister unterschrieben. Diese wurde noch in der Nacht durch einen Notar in Ingelheim besiegelt.
Das Ehepaar meldete sich von der Gemeinde Heidesheim ab und wurde in den Zug nach Wiesbaden gesetzt. Am Bahnhof Wiesbaden wurden sie verhaftet und in das KZ Buchenwald verbracht. Ende Mai 1939 wanderte das Ehepaar zunächst nach Manila auf den Philippinen aus. Später gelang die Weiteremigration in die USA, wo sie wieder auf die beiden Kinder Stefan Holländer und Else Holländer trafen. Max Holländer war durch die KZ-Aufenthalte gesundheitlich schwer geschädigt und verstarb im Alter von 65 Jahren im Dezember 1941 in New York.
Max Holländer war in erster Ehe mit Sophie Holländer geb. Weisenbeck (geb. 17. Juli 1885 in München) verheiratet. Aus der Ehe gingen der Sohn Stefan (geb. 1. September 1907 in Wiesbaden) und die Tochter Else (geb. 26. Mai 1909 in Wiesbaden) hervor. Die Ehe wurde 1929 (?) geschieden. Sophie Holländer zog 1936 nach München und beging am 6. Februar 1941 Suizid. In zweiter Ehe war Max Holländer mit Johanna Holländer geb. Haase (geb. 1881) verheiratet. Johanna verstarb 1965 in Wiesbaden.

## Ehrungen
- Am 23. Februar 2012 wurden vor der Schlossmühle Stolpersteine für Max und Johanna Holländer verlegt. Dies waren die ersten Stolpersteine, die in Heidesheim verlegt wurden.
- In Heidesheim wurde ein Platz nach Max Holländer benannt.